# 金牛座V766
金牛座V766，又名BD+12 516，HD 24155、SAO 93637、HR 1194，是金牛座的一颗恒星，视星等为6.3，位于銀經176.12，銀緯-30.7，其B1900.0坐标为赤經3h 45m 42.6s，赤緯+12° -30.7′ 40″。